# Cyphon plurisignatum
Cyphon plurisignatum es una especie de coleóptero de la familia Scirtidae.

## Distribución geográfica
Habita en la República Democrática del Congo.